# Madonna di Veveri
La Madonna di Veveri (Madona z Veveří in ceco, Madonna von Eichhorn o Madonna von Veveří in tedesco) è un dipinto a tempera su tavola (79,5 x 62,5 cm) attribuito al Maestro del Ciclo di Vyššì Brod, databile al 1344-1350 circa.

## Storia
Originariamente posto nella chiesa di Santa Maria Assunta, a Brno (situata accanto al castello reale di Veveří), è oggi conservata nel Museo diocesano.
L'opera venne probabilmente commissionata da Giovanni Enrico di Lussemburgo, margravio di Moravia.

## Descrizione e stile
Su un astratto fondo oro, il dipinto mostra la Madonna che avvicina al viso Gesù bambino. Maria è vestita con un mantello rosso, con l'orlo dorato, e ha i capelli esposti; porta sul capo una doppia corona (che richiama il titolo di Maria Regina). Il bambino lancia un intenso sguardo verso la madre; la sua mano sinistra è sul mantello, mentre nella mano destra tiene un cardellino, simbolo della Passione.